# حالت أكشاتبه
حالت أكشاتبه (خالد اكشاتبه) (بالتركية: Halit Akçatepe) (1 يناير 1938 – 31 مارس 2017) كان ممثلًا تركيًا شهيرًا، عُرف بشكل واسع من خلال أدواره الكوميدية في السينما والتلفزيون التركي.

## حياته
وُلد أكشاتبه في حي أورتاكوي بمدينة إسطنبول، وبدأ مسيرته التمثيلية في سن الخامسة في فيلم Dertli Pınar. درس لاحقًا في أكاديمية الفنون الجميلة بإسطنبول، وواصل العمل في السينما والتلفزيون لعقود.

## أشهر أدواره
اشتهر أكشاتبه بدوره في سلسلة الأفلام الكوميدية Hababam Sınıfı التي تُعد من الكلاسيكيات في السينما التركية. كما شارك في العديد من الأفلام والمسلسلات التي تركت بصمة في الثقافة التركية.

## وفاته
توفي في 31 مارس 2017 في إسطنبول عن عمر يناهز 79 عامًا، بعد إصابته بأزمة قلبية.